# Paulo Brunetti
Paulo Brunetti Fanjul (Puerto Deseado, 19 de octubre de 1973) es un actor y director patagónico argentino, de teatro, cine y televisión.

## Biografía
Nació el 19 de octubre de 1973 en Puerto Deseado, Provincia de Santa Cruz. A los 20 años decidió dejar Puerto Madryn y se fue solo a vivir a Buenos Aires para convertirse en actor.
A los 25 años se recibió en el Conservatorio Nacional de Arte Dramático. En su carrera teatral recibió el premio José María Vilches y una Estrella de Mar por "Lejana tierra mía".
En televisión su primer trabajo fue en Verano del '98. Se encuentra radicado en Chile, donde se hizo conocido por su papel en Soltera otra vez, novela de Canal 13.

## Filmografía

### Cine
- Nada por perder (2001) - Hombre del Comité
- Whisky Romeo Zulu (2004) - El "Entrenador"
- Vereda tropical (2004) - Taxi boy
- Chile 672 (2006) - Osmar
- No (2012) - Giovanni
- Qué pena tu familia (2013) - Lisando Del Corral.
- Mis peores amigos (2013) - Doctor
- Gritos del bosque (2013) - Alex
- La visita (2014) - Enrique
- Sin filtro (2016) - Gabriel
- Nadar de Noche. Director y actor (2018)

## Televisión
| Año       | Título                   | Papel                      |                            |
| --------- | ------------------------ | -------------------------- | -------------------------- |
| 1998-2000 | Verano del 98            | Gustavo Torres             |                            |
| 2003      | Resistiré                | Asistente de Norton        |                            |
| 2005      | Hombres de honor         | Andrés                     |                            |
| 2006      | Montecristo              | Mateo                      |                            |
| 2007-2008 | Lola                     | Simón Lira                 | Elenco principal           |
| 2009      | Sin Anestesia            | Franco Barbieri            | Antagonista; 101 episodios |
| 2010      | Mujeres de lujo          | Valentino Ricci            | Antagonista; 78 episodios  |
| 2010      | Manuel Rodríguez         | José de San Martín         | ¿? episodios               |
| 2011      | Infiltradas              | Bautista Piantini          | Antagonista; 79 episodios  |
| 2011      | La Doña                  | Enrique Enríquez de Guzmán | 4 episodios                |
| 2012-2013 | Soltera otra vez         | Gustavo Fernández          | 28 episodios               |
| 2013      | Las Vegas                | Javier Riesco              | Elenco principal           |
| 2014      | Mamá mechona             | Rafael Amenábar            | Elenco principal           |
| 2014      | Chipe libre              | Luciano Vendramini         | 20 episodios               |
| 2016      | Preciosas                | Ismael Domínguez           | Elenco principal           |
| 2018      | Casa de muñecos          | Octavio Sepúlveda          | Elenco principal           |
| 2019      | Isla Paraíso             | Diego Bandini              | ¿? episodios               |
| 2019      | 100 días para enamorarse | José Ignacio Serrano       | ¿? episodios               |
| 2021      | Demente                  | Álvaro Infante             | Elenco principal           |

#### Series y unitarios
- Adictos (Canal 10, 2011) - David Molinari
- El diario secreto de una profesional (TVN, 2012) - Fernando Orgueda
- Príncipes de barrio (Canal 13, 2015) - Walter Mazzarri

## Programas de televisión
- Sábado por la noche (Mega, 2011) - Invitado
- Zona de Estrellas (Zona Latina, 2012) - Invitado
- Vértigo (Canal 13, 2013-2014) - Tricampeón
- Más vale tarde (Mega, 2014) - Invitado

## Teatro
- 1994: Cámara lenta, historia de una cara, Dir. Oscar Barney Finn
- 1995 El Pacto
- 1996 Antigona
- 1997 Cyrano de Bergerac.
- 1997: Solos, Dir. Marcos Zucker
- 1998: Ruta 14, Dir. Roberto Castro
- 1999: La vida es sueño, Dir. Daniel Suárez Marzal
- 1999: Mucho ruido y pocas nueces, Dir. Roberto Castro
- 2000: La excelsa, Dir. Oscar Barney Finn
- 2001: Madame Mao, Dir. Oscar Barney Finn
- 2002/2003: Lejana tierra mía, Dir. Oscar Barney Finn
- 2004: Las de Barranco, Dir. Oscar Barney Finn
- 2005: Numancia, Dir. Daniel Suárez Marzal
- 2005 Cándida de Bernard Shaw
- 2006: El perro del hortelano, Dir. Daniel Suárez Marzal
- 2007: La gata sobre el tejado de zinc caliente, Dir. Oscar Barney Finn
- 2007 Par’Elisa
- 2008: La gata sobre el tejado de zinc caliente, (Santiago de Chile)
- 2011 Las heridas del viento
- 2012 La duda
- 2013 Rew.(director)
- 2014: El Diccionario, (Santiago de Chile)

- 2014: Divorciados, (Chile)
- 2015 El diccionario.
- 2015 Poder Absoluto. (Argentina)
- 2016 Poder Absoluto (Chile)
- 2017 Poder Absoluto (New York)
- 2017 La Final (Chile)
- 2018 Poder Absoluto (Chile)
- 2019 "Muchacho de Luna", Dir.Oscar Barney Finn
- 2022 He Nacido para Verte Sonreír, dirección

## Vídeos musicales
| Año  | Título     | Artista        | Dirección   |
| ---- | ---------- | -------------- | ----------- |
| 2017 | Nos dolerá | Andrés de León | Robert Díaz |